# Andreas Döllerer
Andreas Döllerer (* 21. April 1979 in Hallein, Salzburg) ist ein österreichischer Koch.

## Werdegang
Von 1993 bis 1996 besuchte Döllerer die Hotelfachschule in Bad Hofgastein. Nach einigen Stage-Aufenthalten in Österreich und Italien arbeitete er von 2000 bis 2001 im Restaurant  Dieter Müller im  Schlosshotel Lerbach in Bergisch Gladbach. Seit 2004 kocht er als Küchenchef im Restaurant Döllerer in Golling und arbeitet dort an der Perfektionierung seiner „Cuisine Alpine“.

## Auszeichnungen
Andreas Döllerer wurde zweimal als Koch des Jahres (2010 Gault Millau, 2015 Rolling Pin), einmal als Inspiration Chef (Rolling Pin 2016) und mit der Trophee Gourmet für kreative Küche (A la carte 2008) ausgezeichnet. Er war Gastronom des Jahres (Falstaff 2013) und die renommierte Frankfurter Allgemeine Zeitung kürte ihn im Januar 2018 zum Koch des Jahres international. Sein Restaurant hält in Falstaff und a la carte jeweils die Höchstwertung von 4 Gabeln bzw. 5 Sternen.  Gault Millau listet Döllerer mit 5 Hauben (19/20 Punkten) seit Nov 2023 ebenfalls als eines der besten Restaurants in Österreich. Im Mai 2024 folgte die Auszeichnung als Nr. 1 unter den 100 Best Chefs of Austria.

## Belege
1. ↑  Andreas Döllerer, Chef de Cuisine im Döllerer in Golling an der Salzach. Abgerufen am 6. August 2020.
2. ↑  Döllerer - Restaurant - Golling - 2024 - Gault&Millau. In: gaultmillau.at. Gault-Millau, abgerufen am 15. Juni 2024.
3. ↑  Die 100 Best Chefs Austria 2024. In: rollingpin.at. Rolling Pin, 13. Mai 2024, abgerufen am 15. Juni 2024.

| Personendaten    | Personendaten         |
| ---------------- | --------------------- |
| NAME             | Döllerer, Andreas     |
| KURZBESCHREIBUNG | österreichischer Koch |
| GEBURTSDATUM     | 21. April 1979        |
| GEBURTSORT       | Hallein               |